# Station Węgorzewo
Station Węgorzewo was een spoorwegstation in de Poolse plaats Węgorzewo (Duits: Angerburg). 
Voor de Tweede Wereldoorlog lag de stad in het Duitse Oost-Pruisen en was het een spoorwegknooppunt met verbindingen in vijf richtingen.  
In 1898 werd de stad Angerburg via het spoor verbonden met de Oost-Pruisische hoofdstad Koningsbergen. Een jaar later volgde de verbinding met Goldap. In 1905 kwam de lijn naar Lötzen, thans Giżycko, gereed. Twee jaar werd de spoorlijn naar Rastenburg (nu Kętrzyn) geopend. In 1914 volgde de lijn naar het nu in Rusland gelegen Gumbinnen, tegenwoordig Goesev. 
Vrijwel alle verbindingen zijn na 1945 buiten gebruik genomen. Alleen de lijn naar Kętrzyn werd hersteld en is in 1949 heropend. In 1992 is het station gesloten voor het reguliere personenverkeer en in 2000 voor het goederenvervoer. In de jaren daarna hebben er sporadisch treinen gereden.